# Ennya conspersa
Ennya conspersa är en insektsart som beskrevs av Carl Stål. Ennya conspersa ingår i släktet Ennya och familjen hornstritar. Inga underarter finns listade i Catalogue of Life.